# 拉默斯哈根
拉默斯哈根（德語：Lammershagen）是德国石勒苏益格－荷尔斯泰因州的一个市镇。总面积25.97平方公里，总人口270人，其中男性141人，女性129人（2011年12月31日），人口密度10人/平方公里。